# Suparna Baksi Ganguly
Suparna Baksi Ganguly est une militante indienne préoccupée par le traitement des animaux et en particulier des éléphants qui sont maintenus en captivité. Son travail a été récompensé par le prix Nari Shakti Puraskar (en français : Prix du pouvoir des femmes) en 2016.

## Biographie
En 1991, elle est l'une des fondatrices de l'association Compassion Unlimited Plus Action (CUPA), créée à Bangalore. Elle devient administratrice et secrétaire de la CUPA. Cette organisation gère quatre centres qui sauvent et réhabilitent des singes, des serpents, des oiseaux et d'autres animaux sauvages.
En 1999, elle cofonde le Wildlife Rescue and Rehabilitation Center (WRRC) et en devient la présidente d'honneur.
Suparna Baksi Ganguly a fait partie du groupe de travail indien, sur les éléphants, en 2013. Les éléphants sont menacés en Inde, mais ils restent nombreux dans ce pays. Cependant, Ganguly note que cela inclut environ 4 000 animaux qui sont détenus en captivité et « presque tous » font l'objet d'un trafic illégal. Beaucoup d'entre eux sont utilisés dans le divertissement des touristes, où les éléphants prennent part à des combats à la corde, des matchs de football ou sont peints. Ganguly note que les éléphants ont une place spéciale dans l'affection du peuple indien.
En mars 2016, Ganguly se rend à New Delhi où elle reçoit la plus haute récompense pour les femmes en Inde, le prix Nari Shakti Puraskar. Les prix sont remis par le président Pranab Mukherjee au palais présidentiel (Rashtrapati Bhavan). Le ministère du développement de la femme et de l'enfant avait organisé l'événement et Maneka Gandhi, ministre du développement de la femme et de l'enfant, était présente. Elle a désigné chaque lauréate du prix du Pouvoir des femmes comme une source d'inspiration.
En 2016, le WRRC a adressé une pétition à la Cour suprême de l'Inde pour qu'elle déclare que la détention d'éléphants en captivité était illégale.
En 2019, elle signale le festival traditionnel du Rajasthan où les éléphants sont peints pour participer à des concours afin de juger le meilleur. Le festival est fermé. Des photographies des preuves peintes avaient provoqué un tollé chez les défenseurs des animaux. Certains ont défendu la peinture au motif qu'il s'agissait d'une tradition, mais elle leur répond que les droits des animaux sont plus importants que la tradition,.